# Love & Gelato – Firenzei nyár
A Love & Gelato – Firenzei nyár (eredeti cím: Love & Gelato) 2022-ben bemutatott amerikai-olasz romantikus filmvígjáték, amelyet Brandon Camp rendezett és írt, Jenna Evans azonos című regénye alapján. A főbb szerepekben Susanna Skaggs, Tobia De Angelis, Owen McDonnell, Saul Nanni és Tobia de Angelis látható.
Amerikában és Magyarországon 2022. június 22-én mutatták be a Netflixen.

## Cselekmény
A 17 éves amerikai Lina Emerson Rómába utazik a nyáron, mielőtt elkezdené a főiskolát, nem sokkal az édesanyja, Janey temetése után. Bár szociálisan esetlen, egyedül megy, bár extrovertált legjobb barátnője, Addie csatlakozni szeretne hozzá. Linát nem csak a személyes érintkezés nem érdekli, de a közösségi médiában sincs jelen. Lina a család barátnőjével, Francescával marad, aki határozottan extrovertált. Rögtön az ír unokatestvére, Howard Riley előkészítő iskolai ballagási partijára mennek, hogy találkozhasson a vele egykorúakkal. Lina röviden találkozik Lorenzóval és Alessandróval is. 
Francescához érkezve Lina megkapja édesanyja naplóját, amelyet ugyanabban az életkorban Olaszországban vezetett. Miközben a lány megpróbálja kialudni az időeltolódást, Alessandro telefonál. A közösségi oldalakon talált rá, mivel Addie hozta létre a profilját, photoshoppolt képek segítségével. Ale meghívja őt egy operai adománygyűjtésre aznap este. Francesca átalakítja Linát, felöltözteti és edzi. Az operában Lina bevallja Ale-nek, hogy kevés élettapasztalata van, ami nem tántorítja el a férfit. Ráveszi a lányt, hogy üldözze őt az épület tiltott területein keresztül, amíg a biztonságiak el nem kapják őket.
Ale bankár apja ragaszkodik hozzá, hogy fontos kapcsolatokkal találkozzon, ezért Lina távozik. Zavarában összefut Lorenzóval, aki a rendezvény cateringjével dolgozik. Felismerve a lányt az érettségi buliról, felajánlja neki, hogy tiszta ruhát vesz fel és elviszi. Útközben Lorenzo elviszi Linát egy titkos pékségbe süteményért. Miután elfogyasztotta őket, megjelenik Ale, és meghívja őt másnap délben úszni. Reggel Howard megmutatja Linának Janey néhány fényképét, amelyek közül néhányat felismer, és odaadja neki a fényképezőgépét. Néhány órát fotózással tölt, amíg Ale-nél kell lennie. Elmennek apja sok autójának egyikével egy vízeséses patakhoz, és a férfi meggyőzi a lányt, hogy ugorjon bele az alatta lévő medencébe. Felhevülve Lina először csókolózik.
Lina elragadtatva mesél erről Addie-nek. Ale közösségi média fiókját kémlelve nem találja, hogy említést tett volna róla, viszont egy friss fotót valaki mással, és nem az apjával, ahogyan azt elmondta neki. Mivel bejelölték a tartózkodási helyüket, Lina szembesíti a férfit.
Másnap Lina vidékre megy Fran-nel és Howie-val, hogy együtt vacsorázzanak a kollégájánál, Lorenzo anyukájánál. Mivel Lorenzo hamarosan vizsgázik, hogy felvegyék a szakácsiskolába, ez a próbafutama. Lina éppen a fagylalt elkészítésében segít, amikor a barátnője megzavarja azzal, hogy smárol vele. Az étkezés közben Lina szembesíti Howie-t, mert azt hiszi, hogy ő az apja. A lány félreértelmezte a naplót, a férfi azért ajánlotta fel, hogy apaként lépjen be, mert szerelmes volt a lányba, nem azért, mert ő volt az. Matteo Fossi a fotótanára az igazi apja. Megtalálva Fossi firenzei műtermét, Lina felszáll a vonatra, és találkozik Lorenzóval. Bátorítják egymást, és megállapodnak abban, hogy együtt térnek vissza Rómába. A stúdióban Fossi lányaként mutatkozik be, de azt a választ kapja, hogy a férfi nincs itthon. Lina beront az irodájába, csakhogy a férfi nem vesz róla tudomást. Elmegy, és magával visz egy nagyítást az anyjáról.
Lina és Lorenzo megbeszélik sikertelen küldetésüket, és csókolóznak, bár a lány Rómába visszatérve elmondja neki, hogy az időzítés miatt hiba volt. Amikor a lány bejelenti, hogy korábban visszatér az Egyesült Államokba, Fran felhívja Addie-t, a vészhelyzeti tervüket. A gyorsan érkező nő ragaszkodik hozzá, hogy maradjanak, hogy jól érezzék magukat. Addie szerez nekik egy meghívót Ale érettségi partijára. Ott Lina rájön, hogy Ale mindig a családja kívánságait fogja követni, és megtudja, hogy Lorenzo Párizsba tart. Addie és Lina az állomásra sietnek, ahol a lány sok szerencsét kíván neki, és azt mondja, hogy a csók nem volt hiba. Howie-val találkozva átadja neki az anyja szerelmi zárját, amit talált. Mivel a lány egy évvel elhalasztja a főiskolát, megkérdezi tőle, hogy tud-e úgy viselkedni, mint az örökbefogadó apja.
Egy évvel később Lina Rómában megtalálja Lorenzót a titkos cukrászda előtt. Elárulja, hogy átveszi a boltot, mivel az azt vezető nő nyugdíjba ment. Lorenzo meghívja Linát a nagymamájához vidékre, így az ő Vespájával mennek.

## Szereplők
| Szerep            | Színész             | Magyar hang      |
| ----------------- | ------------------- | ---------------- |
| Lina Emerson      | Susanna Skaggs      | Szűcs Anna Viola |
| Francesca         | Valentina Lodovini  | Zakariás Éva     |
| Howard            | Owen McDonnell      | Kárpáti Levente  |
| Alessandro Albani | Saul Nanni          | Nagy Gereben     |
| Lorenzo Ferazza   | Tobia de Angelis    | Pál Dániel Máté  |
| Addie             | Anjelika Washington | Hermann Lilla    |

### Magyar változat
- Magyar szöveg: Kiss Odett
- Hangmérnök: Hegede Béla
- Vágó; Kránitz Bence
- Gyártásvezető: Derzsi Kovács Éva
- Szinkronrendező: Dezsőffy Rajz Katalin
- Produkciós vezető: Haramia Judit

A szinkront az Iyuno Hungary készítette el.

## A film készítése
A film forgatókönyvírója és rendezője Brandon Camp. A filmet Olaszországban forgatták. Producerei Viola Prestieri, David Bertoni és a GT Film voltak. A film Jenna Evans Welch 2016-os azonos című ifjúsági regénye alapján készült.